# Wolf Dietrich (Journalist)

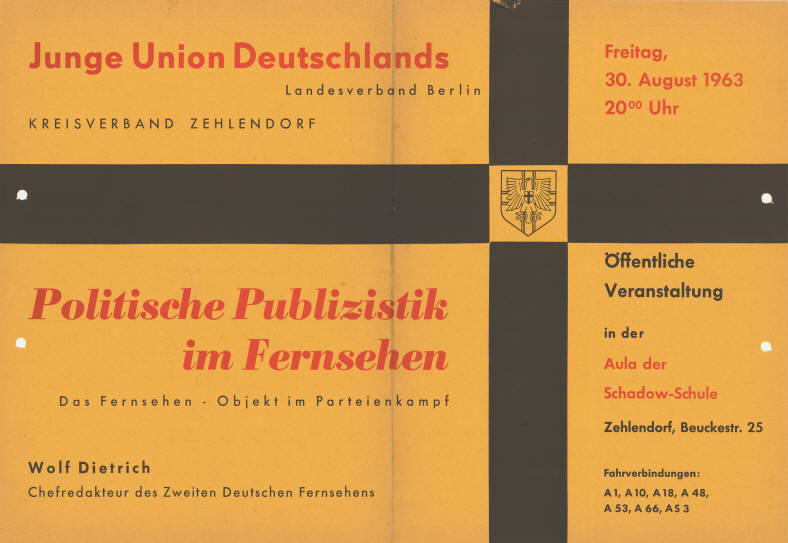
Wolf Dietrich spricht über Politische Publizistik im Fernsehen (1963)

Wolf Dietrich (* 1919; † 1981) war ein deutscher Journalist und von 1961 bis 1962 Vorsitzender der Bundespressekonferenz.

## Leben
Dietrich arbeitete von 1947 bis 1962 beim RIAS in West-Berlin. 1951 wurde er auch Büroleiter des Süddeutschen Rundfunks in Bonn. Von 1961 bis 1962 war er Vorsitzender der Bundespressekonferenz in Bonn. 1962 ging er als Chefredakteur zum Zweiten Deutschen Fernsehen (ZDF). Im September 1969 kritisierte Dietrich im Rahmen einer Auseinandersetzung um das von Gerhard Löwenthal geleitete ZDF-Magazin den Einfluss politischer Parteien auf den Fernsehsender. Ab 1972 war er Sonderbeauftragter des Intendanten des ZDF Karl Holzamer.
Wolf Dietrich war wie Karl Holzamer der CDU nahestehend.